# Eduard von Böhm-Ermolli

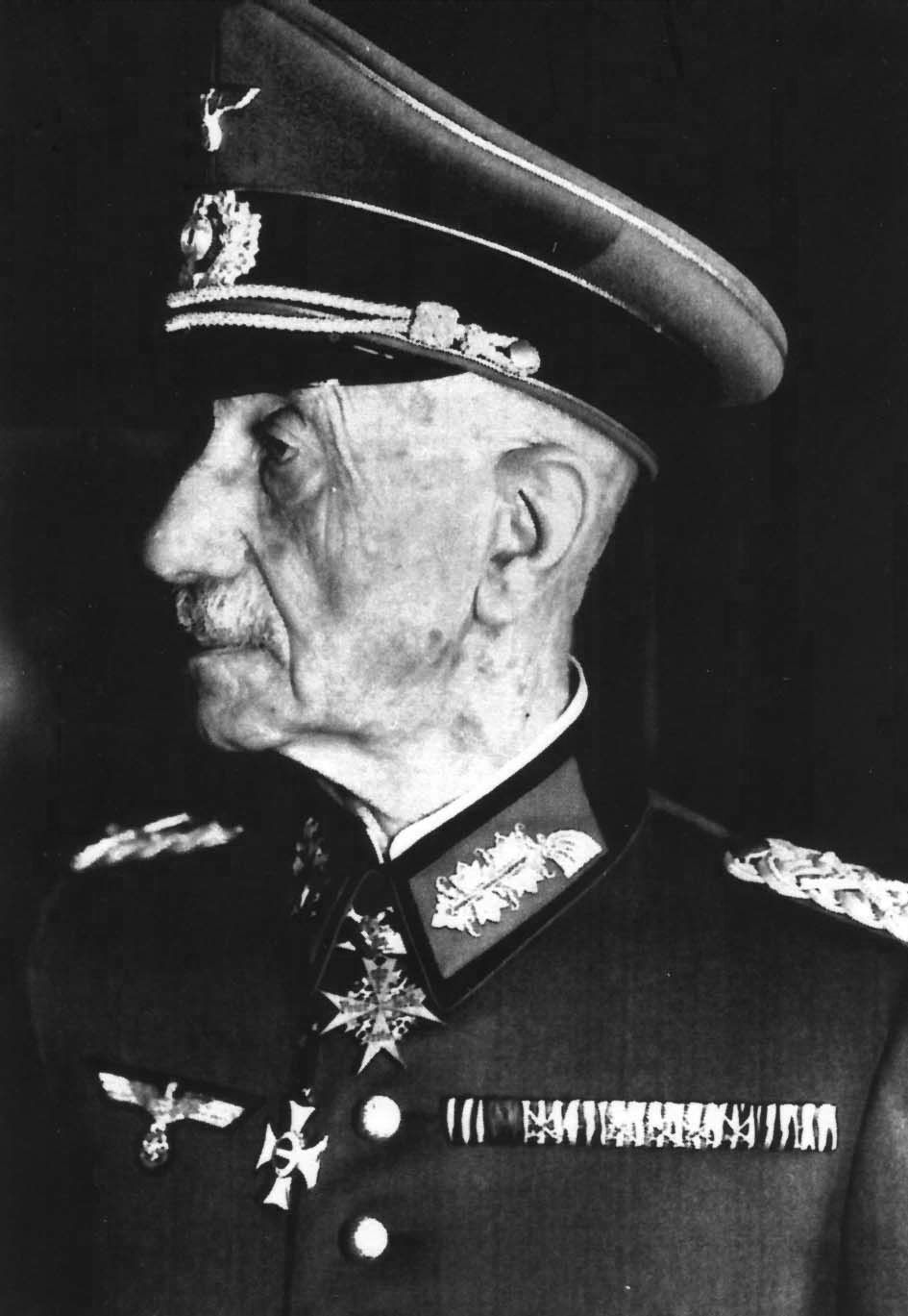
Von Böhm-Ermolli in Duits uniform.

Eduard Freiherr von Böhm-Ermolli (Ancona, 12 februari 1856 - Troppau, 9 december 1941) was een Oostenrijk-Hongaars generaal-veldmaarschalk tijdens de Eerste Wereldoorlog.
Bij de aanvang van de Eerste Wereldoorlog kreeg Von Böhm-Ermolli het bevel over het Tweede Oostenrijks Leger dat zou ingezet worden aan het Servische front. Toen het Keizerrijk Rusland echter in de oorlog betrokken raakte, werd het Tweede Leger naar het Russische front gestuurd. In maart 1918 bezetten zij Oekraïne.
De Saksische koning benoemde hem tot Ridder in de exclusieve Militaire Orde van Sint-Hendrik.
Na de oorlog vestigde Von Böhm-Ermolli zich in Troppau in het latere Tsjecho-Slowakije. Toen Sudetenland in 1938 door nazi-Duitsland geannexeerd werd, werd hij Duits staatsburger en werd hij (op 82-jarige leeftijd) benoemd tot titulair generaal-veldmaarschalk. Bij zijn dood in 1941 kreeg hij een staatsbegrafenis in Wenen.

## Militaire carrière
- Leutnant: 1 september 1875[2][3]
- Oberleutnant: 1 mei 1880[2][3]
- Hauptmann 1e Klasse: 1 mei 1884[2][3]
- Major: 1 mei 1891[2][3]
- Oberstleutnant: mei 1894[2] - 1 mei 1895[3]
- Oberst: 24 april 1897[2] - 24 april 1896[3]
- Generalmajor: 1 mei 1903[2][3]
- Feldmarschalleutnant: 1 november 1907[2][3]
- General der Kavallerie: 1 mei 1912[2][3] (Patent vanaf 29 april)
- Generaloberst: 1 mei 1916[2][3]
- Feldmarschall: januari 1918[2] - 31 januari 1918[3]
- Generalfeldmarschall: 31 oktober 1940 (titulair)[2][3]

## Decoraties
- Pour le Mérite (nr. 4860) op 10 juli 1916[3]
  - Eikenloof (nr. 191) op 27 juli 1917[3]
- Commandeur in de Orde van Maria Theresia (179. uitreiking) op 28 juli 1917[3]
- Grootkruis in de Leopoldsorde (Oostenrijk) met Oorlogsdecoratie op 30 oktober 1914
- Grootkruis in de Orde van de Heilige Stefanus met Oorlogsdecoraties op 26 maart 1918[4]
- Kruis voor Militaire Verdienste (Oostenrijk-Hongarije) op 15 oktober 1895
- Ereteken voor Verdienste voor het Rode Kruis
- Orde van Militaire Verdienste (Beieren)
- IJzeren Kruis 1914, 1e Klasse (7 december 1914) en 2e Klasse (7 december 1914)
- Grootofficier in de Orde van de Rode Adelaar met Zwaarden op 30 mei 1918
- Officier in de Orde van de Rode Adelaar op 1 april 1894
- Ridder, 3e Klasse in de Orde van de IJzeren Kroon (Oostenrijk) op 4 september 1901
- Jubileum-Herinneringsmedaille op 2 december 1898
- Militaire Orde van Sint-Hendrik met Zwaarden op 2 augustus 1918
  - Commandeur, 2e Klasse
  - Ridderkruis
- Officiersdienstonderscheiding, 3e Klasse op 18 augustus 1900
- Kroonorde (Pruisen), 1e Klasse op 16 januari 1910
- Grootkruis in de Orde van Militaire Verdienste (Beieren) op 28 juni 1915
- Medaille van de Orde van de Eer met Zwaarden op 4 april 1916
- Mobilisatiekruis 1912/1913 (Oostenrijk-Hongarije)
- Orde van de Halve Maan (Turkije)[5]

Werner von Blomberg · Hermann Göring · Walther von Brauchitsch · Albert Kesselring · Wilhelm Keitel · Günther von Kluge · Wilhelm Ritter von Leeb · Fedor von Bock · Wilhelm List · Erwin von Witzleben · Walter von Reichenau · Erhard Milch · Hugo Sperrle · Gerd von Rundstedt · Erwin Rommel · Georg von Küchler · Erich von Manstein · Friedrich Paulus · Ewald von Kleist · Maximilian von Weichs · Ernst Busch · Wolfram von Richthofen · Walter Model · Ferdinand Schörner · Robert von Greim · Eduard von Böhm-Ermolli (titulair)
- Gemeinsame Normdatei: 116220791
- International Standard Name Identifier: 0000 0003 6951 5865
- Système universitaire de documentation: 166726001
- Virtual International Authority File: 30282039
- WorldCat: E39PBJyxpgVc6md36FVDTXGvHC